# USS Partridge (AM-16)
USS Partridge (AM-16) – trałowiec typu Lapwing służący w United States Navy w okresie I wojny światowej i II wojny światowej.
Stępkę okrętu położono 14 maja 1918 w stoczni Chester SB Co. w Chester (Pensylwania). Zwodowano go 15 października 1918, matką chrzestną była C. H. McCay. Jednostka weszła do służby 17 czerwca 1919, pierwszym dowódcą został Lt. (j.g.) W. K. Bigger.
Wszedł zbyt późno do służby by wziąć udział w działaniach I wojny światowej. Operował na Pacyfiku do powrotu na Atlantyk w czerwcu 1941.
Zatopiony przez torpedę z niemieckiego kutra torpedowego w pobliżu Normandii w 1944.